# Ганнопілля
Ганнопі́лля —  село в Україні, у Вовчанській міській громаді Чугуївського району Харківської області. Населення становить 84 осіб. Певний час село було адміністративним центром Ганнопільської сільської ради, після її розформування, відійшло до складу  — Петропавлівської сільської ради.

## Географія
Село Ганнопілля знаходиться за 1,5 км від річки Хотімля (правий берег), за 3 км від села Петропавлівка. Поруч із селом розташований курган Могила-Майдан (висота 2,8 м). За 5 км від села залізнична станція Платформа 72 км і автомобільна дорога Т 2104.

## Історія
12 червня 2020 року, відповідно до Розпорядження Кабінету Міністрів України  № 725-р «Про визначення адміністративних центрів та затвердження територій територіальних громад Харківської області», увійшло до складу Вовчанської міської громади.
19 липня 2020 року, в результаті адміністративно-територіальної реформи та ліквідації Вовчанського району, село увійшло до складу Чугуївського району.